# 일본 권법
일본권법(일본어: 日本拳法 닛폰켄포 또는 니혼켄포[*])은 방어구와 장갑을 착용하고 타격 기술 발차기 등을 구사하여 승패를 겨루는 경기 무술이다. 일권(일본어: 日拳 닛켄 또는 니치켄[*]) 이라고도 하고 단순히 권법이라고도 한다. 대학의 동아리 활동을 중심으로 보급이 진행되고 복싱, 킥복싱 등의 격투기에도 많은 선수를 배출하고 있다.

## 같이 보기
- 대도숙 공도
- 슈토 (종합격투기)
- 쇼린지 겐포
- 합기도